# Клейсон, Джордж Самюэль
Джордж Самюэль Клейсон (англ. George Samuel Clason; 7 октября 1874, Луизиана, Миссури — 7 апреля 1957, Напа, Калифорния) — американский писатель. Автор книги «Самый богатый человек в Вавилоне». Основатель картографической компании «Клейсон Мэп», которая не пережила Великую депрессию.

## Биография
Родился в городе Луизиана (штат Миссури) 7 ноября 1874 года. Он служил в американской армии во время Испано-американской войны. В начале своей издательской карьеры он основал картографическую компанию «Клейсон Мэп» в Денвере (штат Колорадо) и опубликовал первый атлас дорог США и Канады.
В 1926 году Джордж Сэмюэл Клейсон опубликовал первый из серии своих очерков об экономии и финансовом успехе, используя форму притч Древнего Вавилона. Эти произведения получили широкое распространение в банках и страховых компаниях.
Источниками, которыми пользовался Клейсон, являются древние клинописные таблички, найденные на территории Месопотамии и датируемые вавилонской эпохой, в которых один из древних писцов отразил мудрость вавилонских торговцев, ростовщиков и просто деловых людей того времени. Также эта информация подтверждена Британской ассоциацией археологов, которые утверждают, что Клейсон не раз обращался к ним за помощью в своих изысканиях, передавая несвязные обрывки древних текстов, которые сам не мог перевести.

## Сочинения
- Джордж Клейсон. Самый богатый человек в Вавилоне. Классическое издание, исправленное и дополненное / переводчик Е. Ю. Харханов. — М.: АСТ, 2023. — 224 с. — ISBN 978-5-17-149782-8.